# 摩卡
摩卡（阿拉伯语：‎），又译穆哈，是位于也门红海岸边的一个港口城市，現屬塔伊茲省。从十五世纪到十七世纪，这里曾是国际最大的咖啡贸易中心。在15世纪的全盛期，该港垄断了咖啡的出口贸易，对销往阿拉伯半岛区域的咖啡贸易影响特别大。后来新的咖啡种植地区被开发，加之该港泥沙淤积严重，该城咖啡贸易逐步衰落。
摩卡咖啡豆是一种“巧克力色”的咖啡豆，原產自也门，並以此城名稱命名，該顏色让人产生了在咖啡中混入巧克力的联想。
在欧洲，摩卡咖啡既可能指用摩卡咖啡豆泡出来的咖啡，也可能指混合巧克力的咖啡飲料。这种混合巧克力的咖啡飲料，与卡布奇诺、拿铁等，成为咖啡饮料的主要品种。

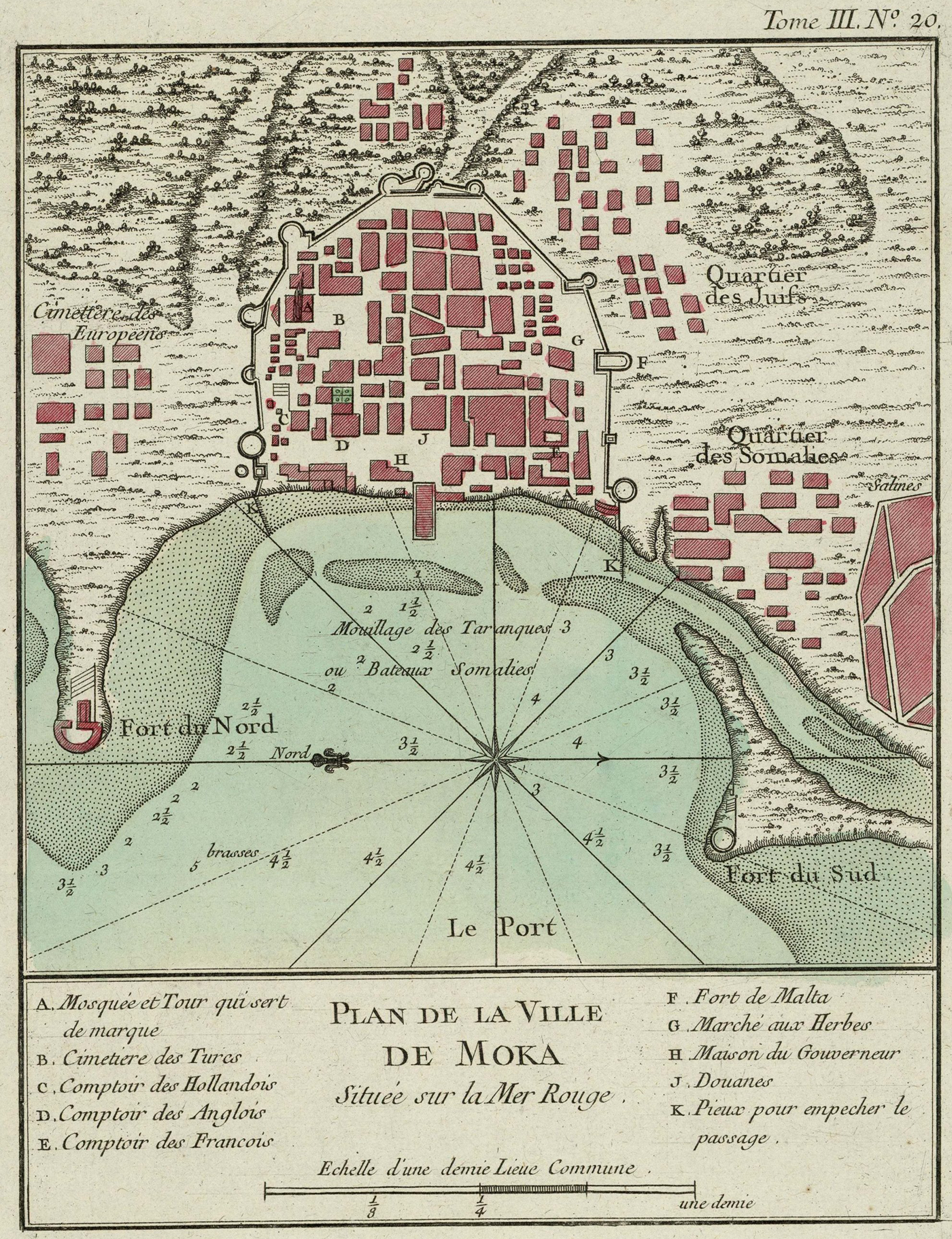
摩卡市街圖，1764年